# 前615年
| 千纪： | 前1千纪 |
| 世纪： | 前8世纪 \| 前7世纪 \| 前6世纪 |
| 年代： | 前640年代 \| 前630年代 \| 前620年代 \| 前610年代 \| 前600年代 \| 前590年代 \| 前580年代                                                                                       |
| 年份： | 前620年 \| 前619年 \| 前618年 \| 前617年 \| 前616年 \| 前615年 \| 前614年 \| 前613年 \| 前612年 \| 前611年 \| 前610年                                                         |
| 纪年： | 周顷王四年 魯文公十二年 齊昭公十八年 晉靈公六年 秦康公六年 宋昭公五年 楚穆王十一年 衛成公二十年 陳共公十七年 蔡庄侯三十一年 曹文公三年 郑穆公十三年 燕桓公三年 杞桓公二十二年 |

## 大事記
- 河曲之戰，秦康公了報復令狐之戰發兵攻打晉國，占取了羈馬，趙盾率晉軍與秦軍戰于河曲。晉國大夫臾駢建議堅守待戰。秦國大夫士會看破臾駢之計，讓秦兵襲擊晉營，誘趙穿出擊。趙穿中計孤軍出擊，趙盾唯恐趙穿被俘，全力出戰接應，接戰後退回。夜間秦軍退走。
- 新巴比倫王國開始攻擊亚述帝國。